# ハッピー・リタイアメント
『ハッピー・リタイアメント』 (Happy Retirement) は、浅田次郎の小説。
2008年12月号から2009年11月号まで『GOETHE（ゲーテ）』（幻冬舎）に連載され、2009年11月に幻冬舎から単行本が刊行された。
2011年8月には、幻冬舎文庫版が発刊された。
キャッチコピーは「最高の人生とは“たいそうな給料をもらい、テキトーに仕事をする”ことである。」
30年以上前の借金を、法律上は時効であるものの道義的責任を感じて返済した、という浅田自身の実体験を元にしている。
2015年10月18日にテレビ朝日系でテレビドラマ化された。

## あらすじ
財務省を早期退職したノンキャリア役人・樋口と、自衛隊を早期退職した大友が再就職先として斡旋されたのは、全国中小企業振興会、通称・JAMS。そこは、業務実体のないいわゆる天下り機関だった。日がな一日のんびり過ごすのが仕事というこの職場に、ずっと真面目に仕事をしてきた2人は到底馴染めない。
元銀行員で、天下りの巣窟であるJAMSを憎む立花葵は、そんな2人を相棒に「本来の仕事」を始めたところ、想像以上の成果を上げ始める。

## 登場人物
樋口 慎太郎（ひぐち しんたろう）【慎ちゃん】
56歳。財務省に33年間勤め、課長代理の肩書きを手に入れて間もなく退職勧奨を受け、全国中小企業振興会 (JAMS) に再就職する。官舎を出ることになり、妻は離婚届にサインをし、2人の子（成人）と財産を山分けしてあっさり出て行った。
大友 勉（おおとも つとむ）【ベンさん】
陸上自衛隊に37年間勤め、叩き上げで二等陸佐まで昇進したが、退官しJAMSに再就職することになる。外来語を嫌っており、軍人たるもの世事に関わってはならないという信念を持っている。
立花 葵（たちばな あおい）
JAMSの職員。40代半ばを過ぎているが、細身の体型を保っている。元銀行員。矢島と肉体関係を持っている。
矢島 純彦（やじま ）
JAMSの理事。元財務官僚。樋口とは過去に因縁がある。
山村 ヒナ（やまむら ひな）
JAMS神田分室の嘱託職員。JAMS草創期からの古参の職員。天下り機関へと堕落したJAMSを内心嘆いている。

## テレビドラマ
2015年10月18日にテレビ朝日系の「日曜エンタ」枠でドラマ特別企画として放送された。主演は佐藤浩市。

### キャスト
- 樋口 慎太郎〈55〉 - 佐藤浩市
- 大友 勉〈54〉 - 石黒賢
- 立花 葵〈40〉 - 石田ゆり子
- 樋口 タイキ〈30〉 - 大東駿介
- 樋口 マナミ〈22〉 - 真野恵里菜
- 永田〈59〉 - 神保悟志
- 山村 ヒナ - 大島蓉子
- 矢島 純彦〈45〉 - 八嶋智人
- 筑波 卓也（金尾 為太郎）〈60〉 - 竹中直人
- 筑波 祥子 - 岩本千春
- ニック・オノ（小野寺 光一）〈55〉 - 梅沢富美男
- 安井 清子 〈45〉- 菊池桃子
- 樋口 佳子〈55〉 - 浅野温子
- 新井康弘、高橋努、金児憲史、藤重政孝、田畑祐一、松尾由美子
- ナレーション - 大塚明夫

### スタッフ
- 原作 - 浅田次郎
- 脚本 - 岡本貴也
- 演出 - 秋山純（テレビ朝日）
- 音楽 - 仲西匡
- サウンドデザイン - 石井和之
- ゼネラルプロデューサー - 黒田徹也（テレビ朝日）
- プロデューサー - 杉山登・秋山純（テレビ朝日）、木村元子・神通勉（MMJ）
- 制作 - テレビ朝日、MMJ